# Ganéša

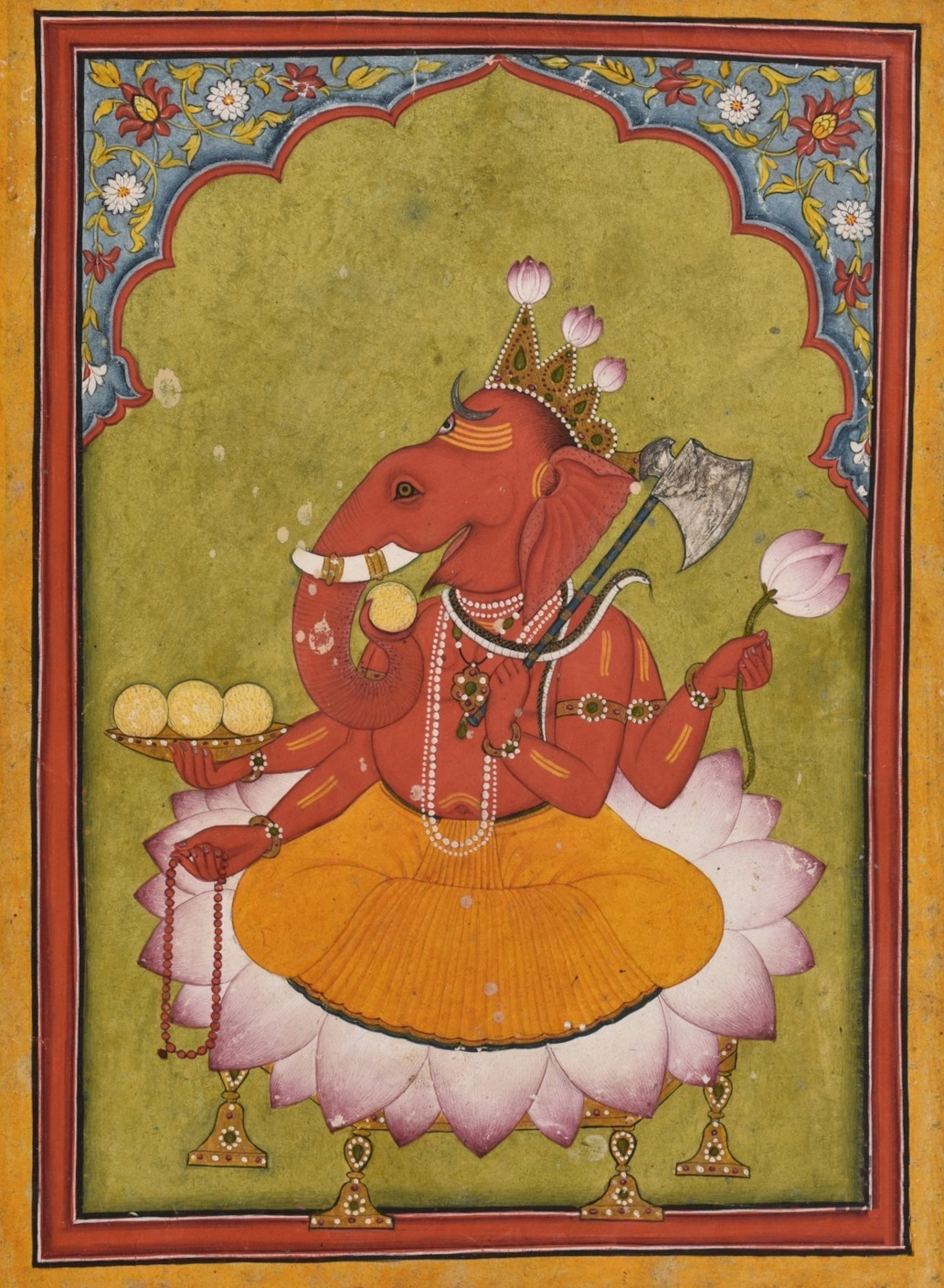
Vyobrazení Ganéši

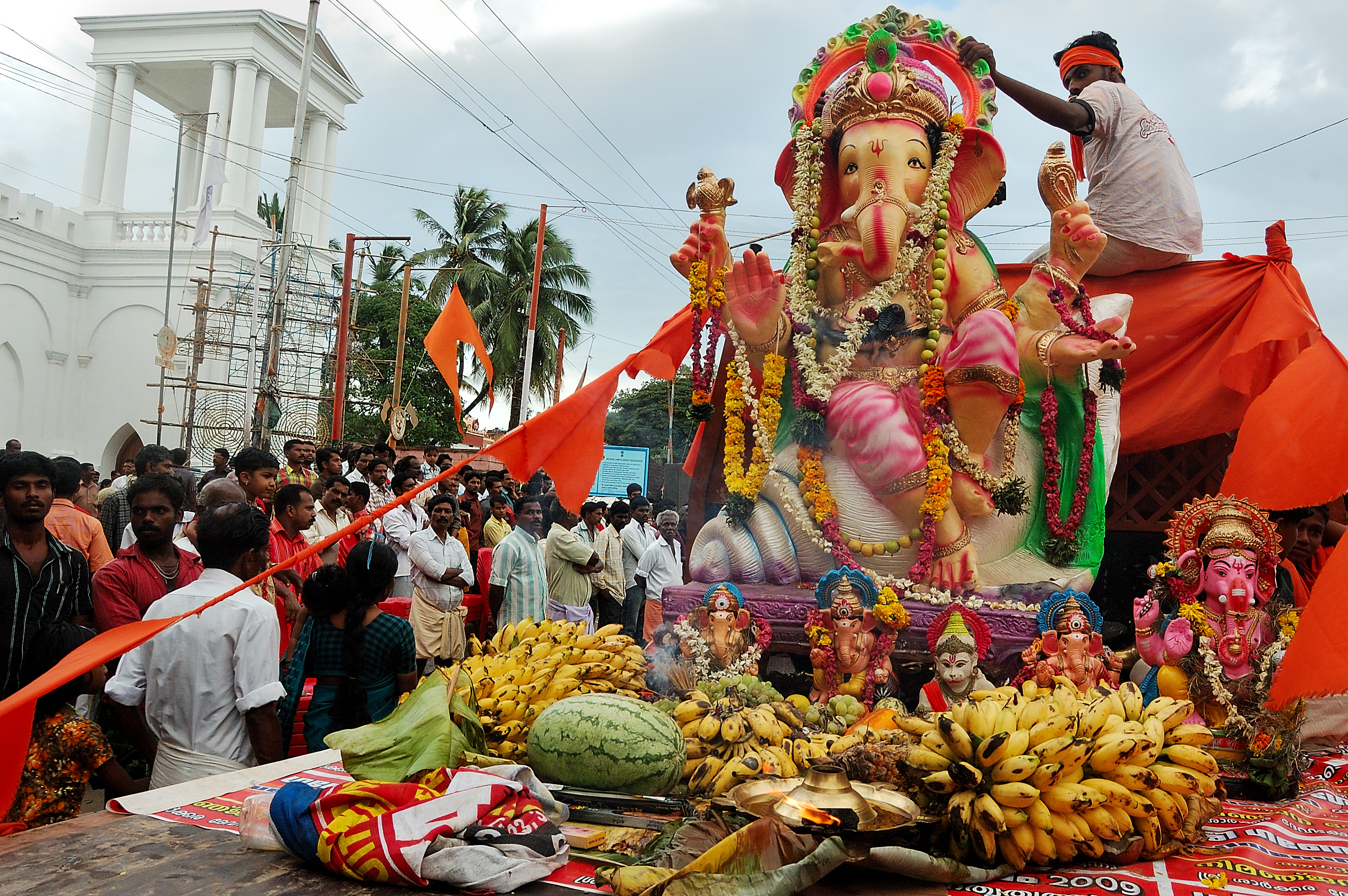
Festival na počest Ganéši v indickém státě Kerala

Ganéša (sanskrt: गणेश; gaṇeśa, složenina z gana - zástupy a íša - zkrácený tvar od Íšvara (pán, mistr, jméno Šivy), tedy Pán Šivových zástupů) je původem indický bůh se čtyřmi pažemi a sloní hlavou, jeden z nejznámějších a nejuctívanějších bohů zejména v hinduismu, mnohdy ale i mezi buddhisty. Jeho kult je velmi silný a sahá i za hranice Indie. Uctívači tohoto čtyřrukého mladíka se sloní hlavou se nazývají gánapatja. Jiná jména Ganéši jsou Ganapati (z gana = lid, zástupy a pati pán), Vinájaka a Pillaijar.
Jeho otcem je bůh Šiva, matkou bohyně Párvatí. Párvatí, Šivova manželka, toužila po dítěti. Šiva s ní však nesouhlasil. Tvrdil, že nikdy nezemře, a tak nepotřebuje vlastní děti. Jejich úkolem je pomáhat k dětem jiným mužům a ženám. Párvatí upadla do hlubokého smutku a když Šiva viděl, jak velmi se jeho žena trápí, řekl jí, že jí dá syna. Zmačkal kousek látky z jejích šatů a podal jí ho s tím, že je to teď její syn. Bohyně si látku přiložila k prsům, a ta se najednou začala hýbat. Pohladila látku květem lotosu a dítě začalo dýchat. Z kousku látky se stalo opravdové děťátko. Šivu však obživnutí děťátka nepotěšilo. Žárlil na pozornost, kterou mu věnovala jeho žena. Na dítě se zamračil a spalující paprsky z jeho prostředního oka připravily dítě o hlavu. Párvatí byla žalem bez sebe a Šiva začal hledat novou hlavu. Nejblíže mu byl slon s jedním klem a tak mu Šiva hlavu odřízl a rychle jí nasadil dítěti. Tak přišel Ganéša ke sloní hlavě.

## Ikonografie
Ganéša bývá vyobrazován v rozličných podobách s různými atributy, avšak ve většině případů jsou jeho ikonografická zobrazení stejná či dost podobná. Klasické zobrazení Ganéši je v podobě se sloní hlavou.
Sloní hlava má představovat věrnost, inteligenci a sílu. Z té většinou vyčnívá jen jeden kel, který odkazuje na schopnost překonat veškeré formy dualismu. Jeho velké uši symbolizují moudrost a schopnost naslouchat zejména těm lidem, kteří vyžadují pomoc. Ganéšův záměrně zakřivený chobot má představovat jeho schopnost odlišit skutečnost od iluze, naproti tomu symbol na čele symbolizuje jeho umění měřit minulost a budoucnost.
Sloní břicho podle tradice obsahuje vesmíry a symbolizuje štědrost přírody a vyrovnanost. Každá noha Ganéši je obvykle v jiné poloze - jedna je zvednutá a druhá na zemi a naznačují tak důležitost jednak žití a jednak samotného bytí. Čtyři paže představují mysl, intelekt, ego a vědomí. V jedné ruce třímá obyčejně sekeru, která má za úkol ničit překážky a vést muže ke spravedlnosti. V druhé ruce má obvykle bič jako symbol síly. Třetí ruka symbolizuje požehnání, ochranu a úkryt. Čtvrtá ruka je v pozici lotosového květu.
Ganéša se po celém světě přepravuje pomocí myši. Myš je váhana (vozidlo) duchovní a reprezentuje moudrost. Vede utajovaný život pod zemí, což reprezentuje symbol neznalosti a strachu z neznámého. Ganéšova myš je velká asi jako kůň a snadno Ganéšu unese, díky víře, kterou v ní má. Myš je vyobrazována sedící u misky s bonbóny vedle Ganéši. Má obdivný výraz, který symbolizuje víru ve vyšší moc. Slouží Ganéšovi dobrovolně a ten se k ní nechová jako k otroku.

## Galerie

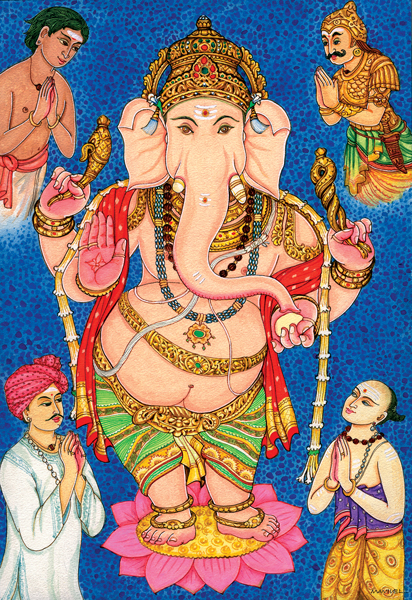
Zástupci čtyř hlavních Hinduistických kast vyobrazení okolo Ganéši
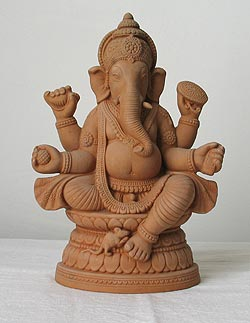
Hliněná socha Ganéši
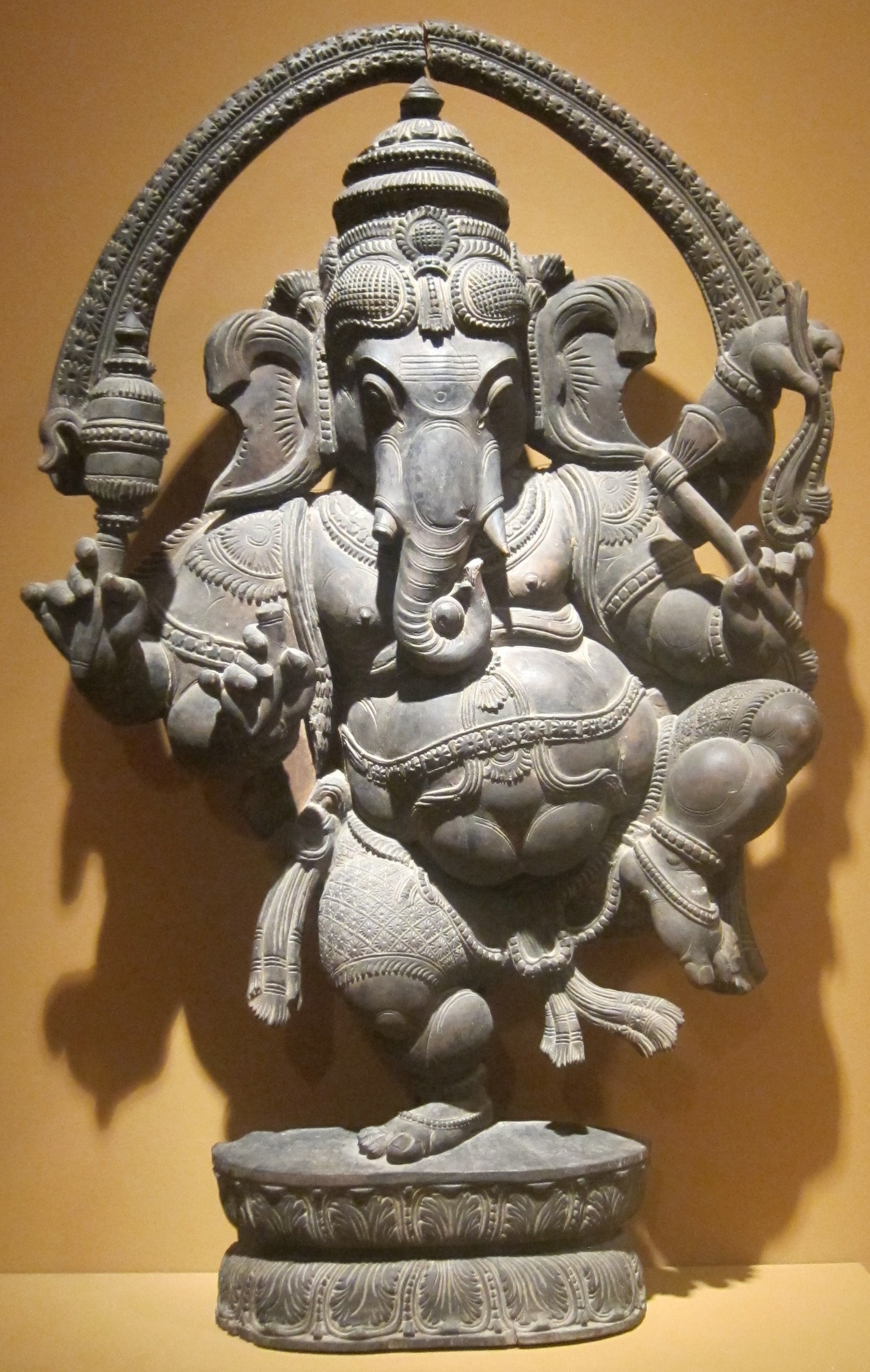
Dřevěná socha Ganéši z raného 20. století
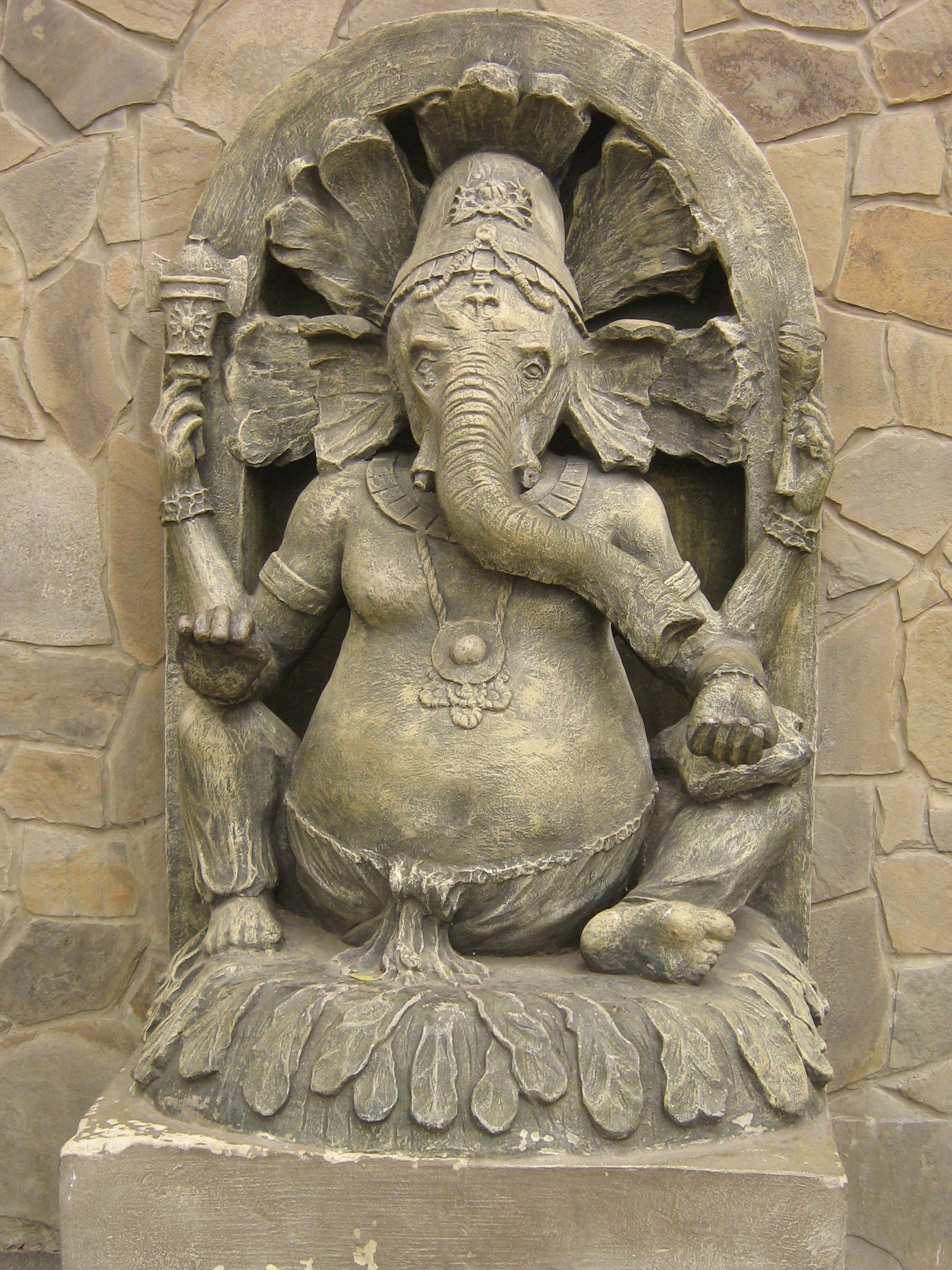
Neobvyklá socha Ganéši
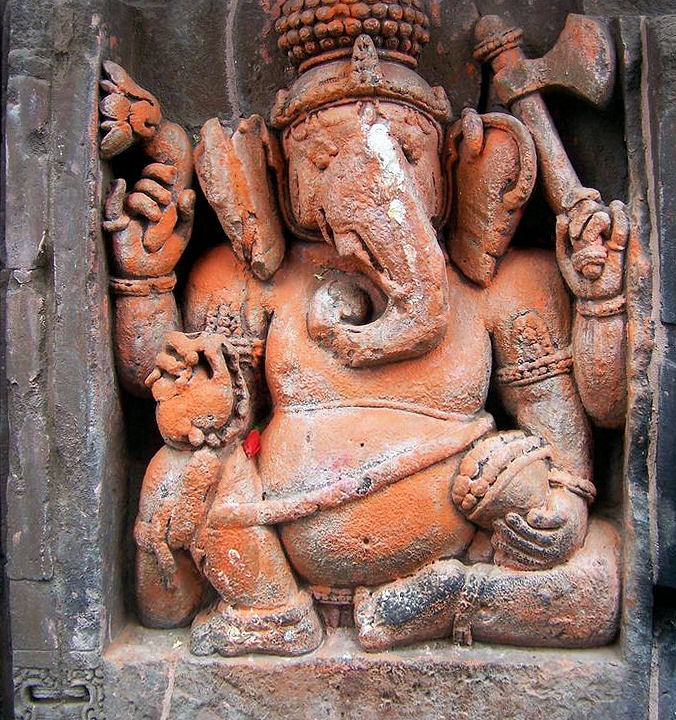
Stará socha Ganéši v Indickém chrámu
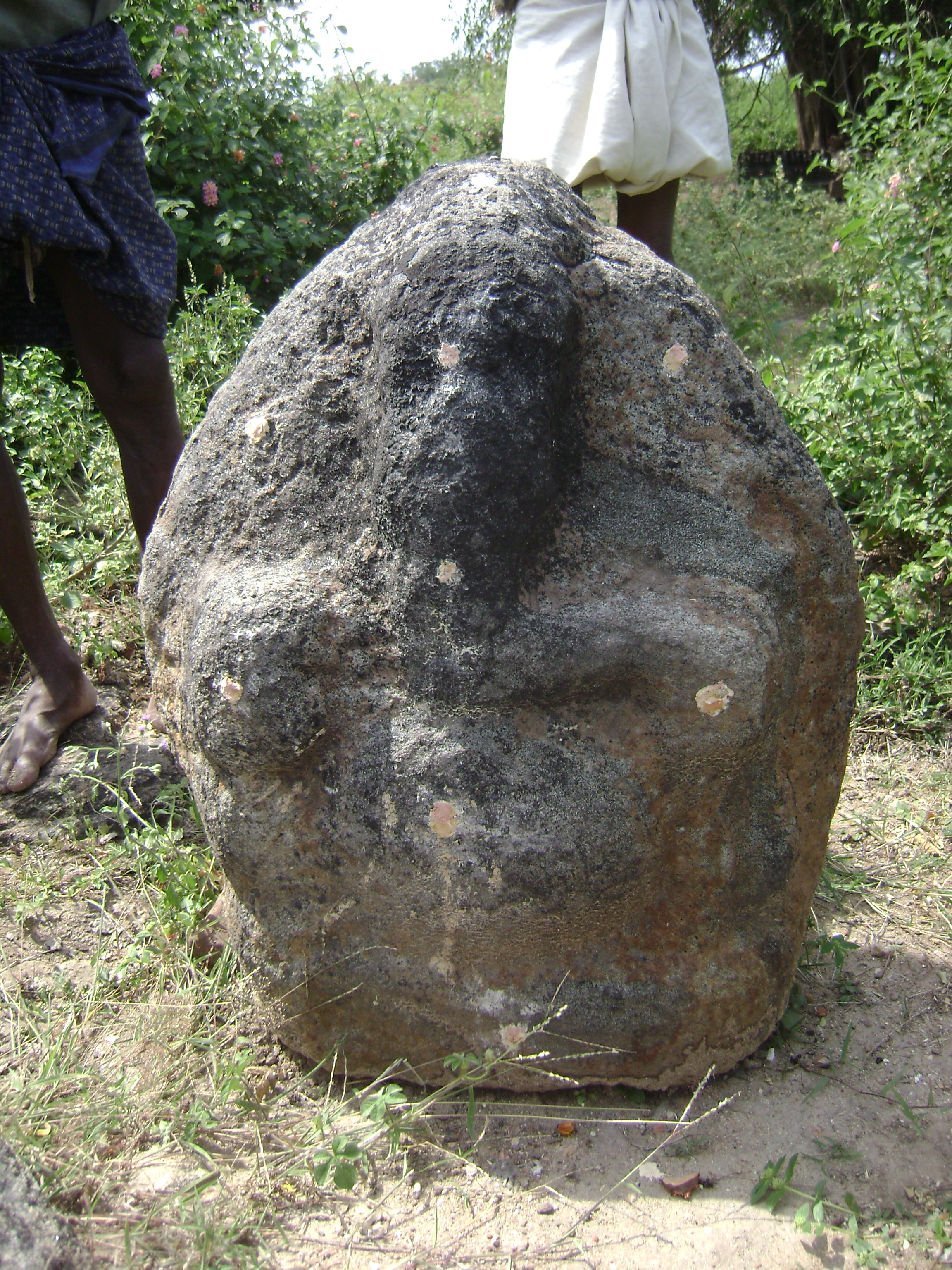
Prastará socha Ganéši v Indické vesnici Thalinji
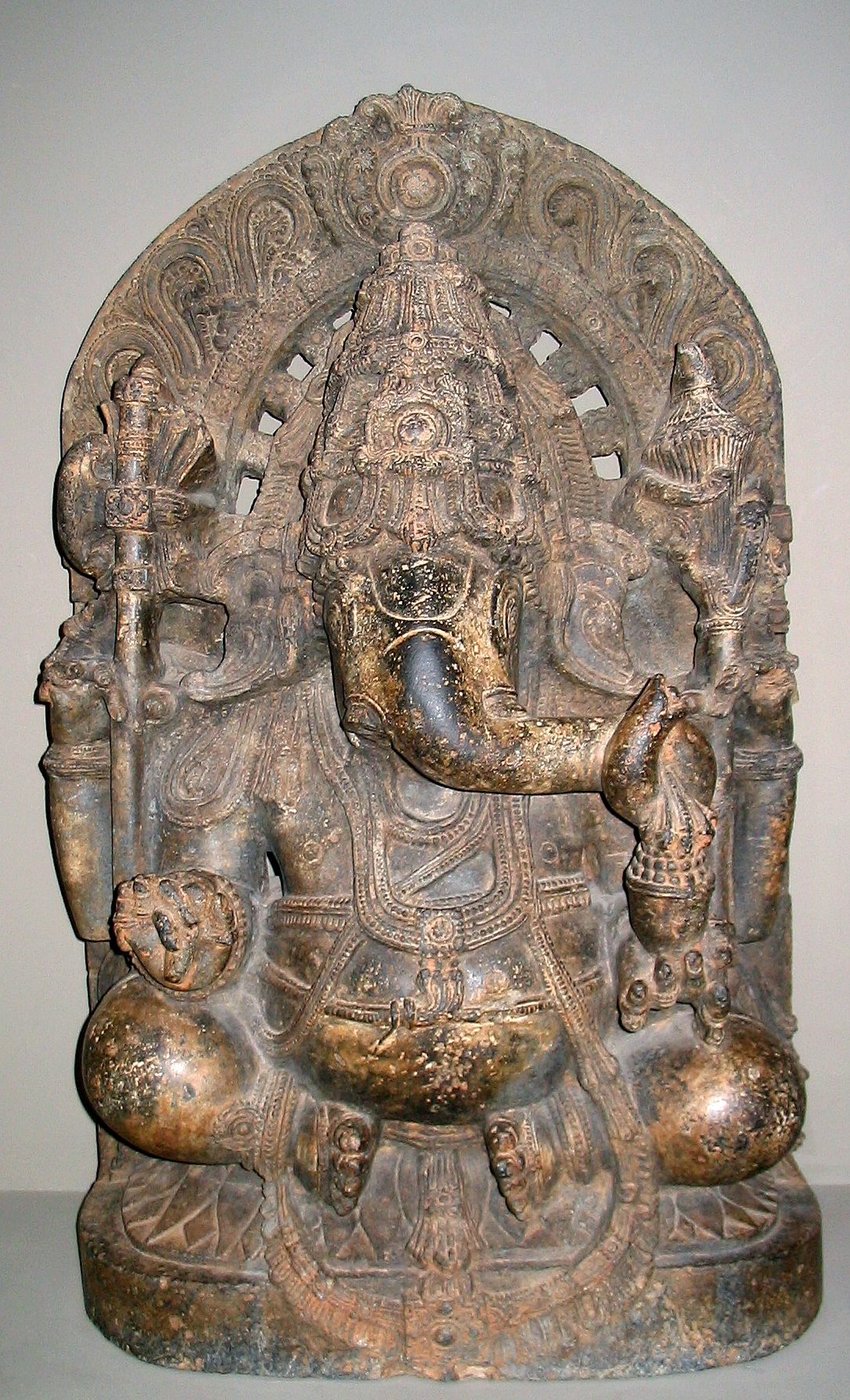
Socha Ganéši ze 13. století